# نقوش عبدآمون الجبيلية
نقوش عبدآمون الجبيلية هي نقوش فينيقية (TSSI III 2,3) على مخروطين طينيين عثر عليهما حوالي عام 1950.
نشرت لأول مرة في كتاب موريس دوناند حفريات جبيل (المجلد الثاني، 1954)، ولكن بعد مرور عشرين عامًا فقط تم إدراك عمرها الكبير تمامًا: فهي الآن تعود إلى القرن الحادي عشر قبل الميلاد.
وهي موجودة حالياً في المتحف الوطني في بيروت.

## نصوص النقوش
النقوشان هما علامات ملكية. كلاهما يبدأ بحرف "L"، أي حرف الجر la أو li ، ويعني "(خاصية)" و"(ينتمي) إلى". يقول أحد النقش:
L‘BDḤMN
تابعة لعبدآمون
(ملعقة الأزربال) 1125 ملعقة برونزية كبيرة ذات ساق قصير (9.5 × 5.6 سم). عليها نقش فينيقي مكون من ستة أسطر على جانب واحد. وعلى الجانب الآخر، بعض علامات اختبار الإزميل. نُشرت بشكل منفصل في عام 1938 تحت عنوان: ملعقة برونزية عليها كتابات فينيقية من القرن الثالث عشر (التي يرجع تاريخها الآن إلى القرن العاشر). نص النقش:
| (1) | L‘BDḤMN                 | تابعة لعبدآمون                         |
| (2) | L'Ḥ'ŠBBD ( أو L'Ḥ'MBBD) | ينتمون إلى أحياس (أو أحيعام) ابن بودي. |
كان اسم عبدآمون (حرفيا، "خادم [الإله بعل] - آمون") شائعا جدا؛ وقد عثر عليه في أوقات لاحقة في نقوش الحروف اليونانية مثل: (عبديمون أو عبدحمون، أو عبدحامون، أو عبديامون).
ويقول النقش الآخر:
L'Ḥ'ŠBBD ( أو L'Ḥ'MBBD)
ينتمون إلى أحياس (أو أحيعام) ابن بودي
في اسم "أحيآش/م" الجزء الأول " هو " شائع جدًا ومعناه أخ ... أو أخي ... الاسم بودي أو بودو موثق جيدًا أيضًا (العنصر BD'- في أسماء الأعلام = في يد، في خدمة [إله] ، بالعبرية be e yad- ).